# Алессандро Розіна
Алессандро Розіна (італ. Alessandro Rosina, нар. 31 січня 1984, Бельведере-Мариттімо) — італійський футболіст, півзахисник клубу «Салернітана».
Виступав, зокрема, за клуби «Парма» та «Торіно», а також національну збірну Італії.
Володар Кубка Росії. Дворазовий чемпіон Росії.

## Клубна кар'єра
Народився 31 січня 1984 року в місті Бельведере-Мариттімо. Вихованець футбольної школи клубу «Парма». Дорослу футбольну кар'єру розпочав 2002 року в основній команді того ж клубу, в якій провів три сезони, взявши участь у 26 матчах чемпіонату. 
Протягом 2005 року захищав кольори команди клубу «Верона».
Своєю грою за останню команду привернув увагу представників тренерського штабу клубу «Торіно», до складу якого приєднався 2005 року. Відіграв за туринську команду наступні чотири сезони своєї ігрової кар'єри. Більшість часу, проведеного у складі «Торіно», був основним гравцем команди.
Згодом з 2009 по 2016 рік грав у складі команд клубів «Зеніт», «Чезена», «Сієна», «Катанія» та «Барі». Протягом цих років виборов титул володаря Кубка Росії, ставав чемпіоном Росії.
До складу клубу «Салернітана» приєднався 2016 року. Станом на 21 липня 2019 року відіграв за команду з Салерно 75 матчів в національному чемпіонаті.

## Виступи за збірні
Протягом 2004–2007 років залучався до складу молодіжної збірної Італії. На молодіжному рівні зіграв у 32 офіційних матчах, забив 4 голи.
У 2007 році дебютував в офіційних матчах у складі національної збірної Італії.
| Дата       | Місто | Господарі | Результат | Гості | Турнір           | Голи | Примітки |
| ---------- | ----- | --------- | --------- | ----- | ---------------- | ---- | -------- |
| 17-10-2007 | Сієна | Італія    | 2 – 0     | ПАР   | товариський матч | -    | 87'      |
| Усього     |       | Матчів    | 1         |       | Голів            | 0    |          |

## Титули і досягнення
- Володар Кубка Росії (1):

«Зеніт»: 2009-2010
- Чемпіон Росії (2):

«Зеніт»: 2010, 2011-2012
- Чемпіон Європи (U-21): 2004